# Henri Lepage
Henri Lepage, (París, 7 d'agost de 1906 - Mont-real, 1959) fou un ciclista canadenc, que es va especialitzar en les curses de sis dies de les quals va aconseguir 10 victòries en 54 participacions.

## Palmarès
- 1931
  - 1r als Sis dies de Mont-real (1) (amb William Peden)
  - 1r als Sis dies de Mont-real (2) (amb William Peden)
- 1933
  - 1r als Sis dies de Saint Louis (amb William Peden)
  - 1r als Sis dies de Minneapolis (amb William Peden)
  - 1r als Sis dies de Toronto (amb Alfred Letourneur)
- 1934
  - 1r als Sis dies de Pittsburgh (amb Jimmy Walthour)
  - 1r als Sis dies de Milwaukee (amb William Peden i Jules Audy)
- 1936
  - 1r als Sis dies de Minneapolis (amb Reginald Fielding)
- 1937
  - 1r als Sis dies de Filadèlfia (amb Jules Audy)
- 1938
  - 1r als Sis dies d'Indianapolis (amb Fernand Wambst)